# 1996 en aéronautique
Chronologie de l'aéronautique
- 1992
- 1993
- 1994
- 1995
- 1996
- 1997
- 1998
- 1999
- 2000

Cet article présente les faits marquants de l'année 1996 en aéronautique.

## Événements
- 1er janvier : Air Inter devient Air Inter Europe.
- 4 janvier : premier vol de l'hélicoptère armé RAH-66 Comanche.
- 15 mars : banqueroute pour l'avionneur Fokker.
- 25 avril : premier vol de l'avion d'entraînement russe Yakovlev Yak-130.
- 11 mai : Accident du vol ValuJet 592.
- 4 juin : premier lancement de la fusée européenne Ariane 5, celui-ci est un échec et la fusée est détruite après 40 secondes de vol[1].
- 17 juillet : explosion d'un Boeing 747 au large de Long Island (vol TWA 800); 230 morts.
- 17 août : Claudie André-Deshays devient la première spationaute française. Elle prend part à la mission franco-russe Cassiopée.
- 6 août : premier vol de l'hélicoptère armé Kawasaki OH-1.
- 8 octobre' : Un Mirage 2000 grec abat un F-16 turc.
- 26 octobre : premier vol de l'hélicoptère polonais PZL SW-4.
- 20 novembre : création d'Air Tahiti Nui.